# 땅두릅
땅두릅 또는 독활은 고산 숲 속에서 자라는 두릅나무속 여러해살이풀이다. 한반도와 일본 열도가 원산이다.

## 같이 보기
- 독활
- 두릅나무